# طرح مارشال

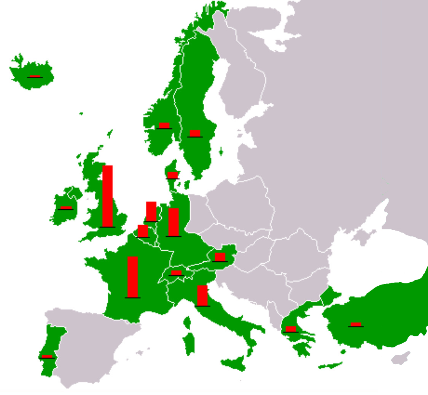
کشورهایی که از طرح مارشال کمک دریافت کردند. ستون‌های قرمز مقدار نسبی کمک به هر کشور را نشان می‌دهد.

طرح مارشال (به انگلیسی: Marshall Plan) با عنوان رسمی برنامهٔ بازیابی اروپا (ERP) یک طرح ابتکاری آمریکا بود که در سال ۱۹۴۸ برای ارائهٔ کمک‌های خارجی به اروپای غربی تصویب شد. پس از پایان جنگ جهانی دوم، ایالات متحده بیش از ۱۳ میلیارد دلار (معادل حدود ۱۱۵ میلیارد دلار در سال ۲۰۲۱) در برنامه‌های بهبود اقتصادی به اقتصادهای اروپای غربی منتقل کرد. این طرح جایگزین پیشنهاد قبلی برای طرح مورگِنتاوو شد و به مدت چهار سال از ۳ آوریل ۱۹۴۸ آغاز شد. اهداف ایالات متحده بازسازی مناطق جنگ‌زده، رفع موانع تجاری، مدرن‌سازی صنعت، بهبود رونق اروپا و جلوگیری از گسترش کمونیسم بود. طرح مارشال کاهش موانع بین ایالتی و انحلال بسیاری از مقررات را الزام کرد و همزمان افزایش بهره‌وری و اتخاذ رویه‌های تجاری مدرن را تشویق می‌کرد. جرج مارشال به دلیل این طرح، در سال ۱۹۵۳ برنده جایزه صلح نوبل شد. موفقیت طرح مارشال، آنرا به الگویی برای بازسازی پس از جنگ تبدیل کرد.
کمک‌های طرح مارشال بین کشورهای شرکت‌کننده تقریباً بر اساس سرانه تقسیم شد. مقدار بیشتری از این کمک‌ها به قدرت‌های صنعتی بزرگ داده شد. زیرا عقیدهٔ غالب این بود که احیای آن‌ها برای احیای عمومی اروپا ضروری است. سرانهٔ کمک تا حدودی بیشتر به کشورهای متفقین معطوف شد و برای کشورهایی که بخشی از متحدین بوده یا بی‌طرف مانده بودند کمتر بود. بزرگ‌ترین دریافت‌کنندهٔ پول طرح مارشال، بریتانیا (حدود ۵۰٪) بود. اما هزینهٔ هنگفتی که بریتانیا از طریق طرح قرض-اجاره متحمل شد تا پیش از سال ۲۰۰۶ به‌طور کامل به ایالات متحده پرداخت نشد. بیشترین سهم بعدی به آلمان غربی (۱۲٪) و فرانسه (۸٪) تعلق گرفت. حدود هجده کشور اروپایی مزایای طرح را دریافت کردند. اتحاد جماهیر شوروی با وجود پیشنهاد مشارکت، مزایای طرح را رد کرد و همچنین مزایای کشورهای بلوک شرق مانند رومانی و لهستان را مسدود کرد. ایالات متحده برنامه‌های کمکی مشابهی را در آسیا ارائه کرد، اما آنها بخشی از طرح مارشال نبودند.
نقش طرح مارشال در بهبود سریع مورد بحث قرار گرفته است. حسابداری طرح مارشال نشان می‌دهد که این کمک‌ها فقط حدود ۳٪ از مجموع درآمد ملی کشورهای دریافت کننده را بین سال‌های ۱۹۴۸ و ۱۹۵۱ تشکیل می‌دادند که به معنای افزایش رشد تولید ناخالص داخلی کمتر از نیم درصد بوده است.

## پایان جنگ

۹۰ درصد شهر درسدن در جریان بمباران ویران شد.

آغاز شکست‌های متوالی آلمان نازی در جبهه‌ها منجر به پیش گرفتن سیاست جنگ تام و در خدمت گرفتن همه امکانات کشور برای جنگ شد. به این ترتیب بسیاری از شهرها و صنایع آلمان بر اثر بمباران مداوم ویران شدند و در نهایت این کشور در ۹ مه ۱۹۴۵ تسلیم شد. اوضاع دیگر کشورهای اروپایی نیز بهتر از این نبود. شهرها، صنایع و کارخانجات لهستان، ایتالیا، بریتانیا، نروژ، فرانسه و بسیاری دیگر از کشورها متحمل خسارات و خرابی‌های فراوان شده بودند. در واقع وضع تاریک اقتصادی و از هم گسیختگی اجتماعی جوامع اروپایی به همراه خطر قریب‌الوقوع همه‌گیری کمونیسم در قارهٔ سبز، انگیزه‌های کافی را در اختیار ایالات متحده برای کمک به بازسازی اروپا قرار می‌داد. جرج اف. کنان دیپلمات بلندپایهٔ آمریکایی دربارهٔ شرایط پس از جنگ و طرح جرج مارشال، وزیر امور خارجهٔ وقت ایالات متحده گفته بود:

اروپا در وضعیت آشفته‌ای قرار داشت. کسی می‌بایست کاری می‌کرد. اگر او (مارشال) ابتکار عمل را به دست نمی‌گرفت، کس دیگری این کار را می‌کرد.

## ایدهٔ طرح
جورج مارشال در سخنرانی خود در دانشگاه هاروارد در سال ۱۹۴۷ ایده ارائه کمک گسترده مالی برای بازسازی اروپا را مطرح کرد.

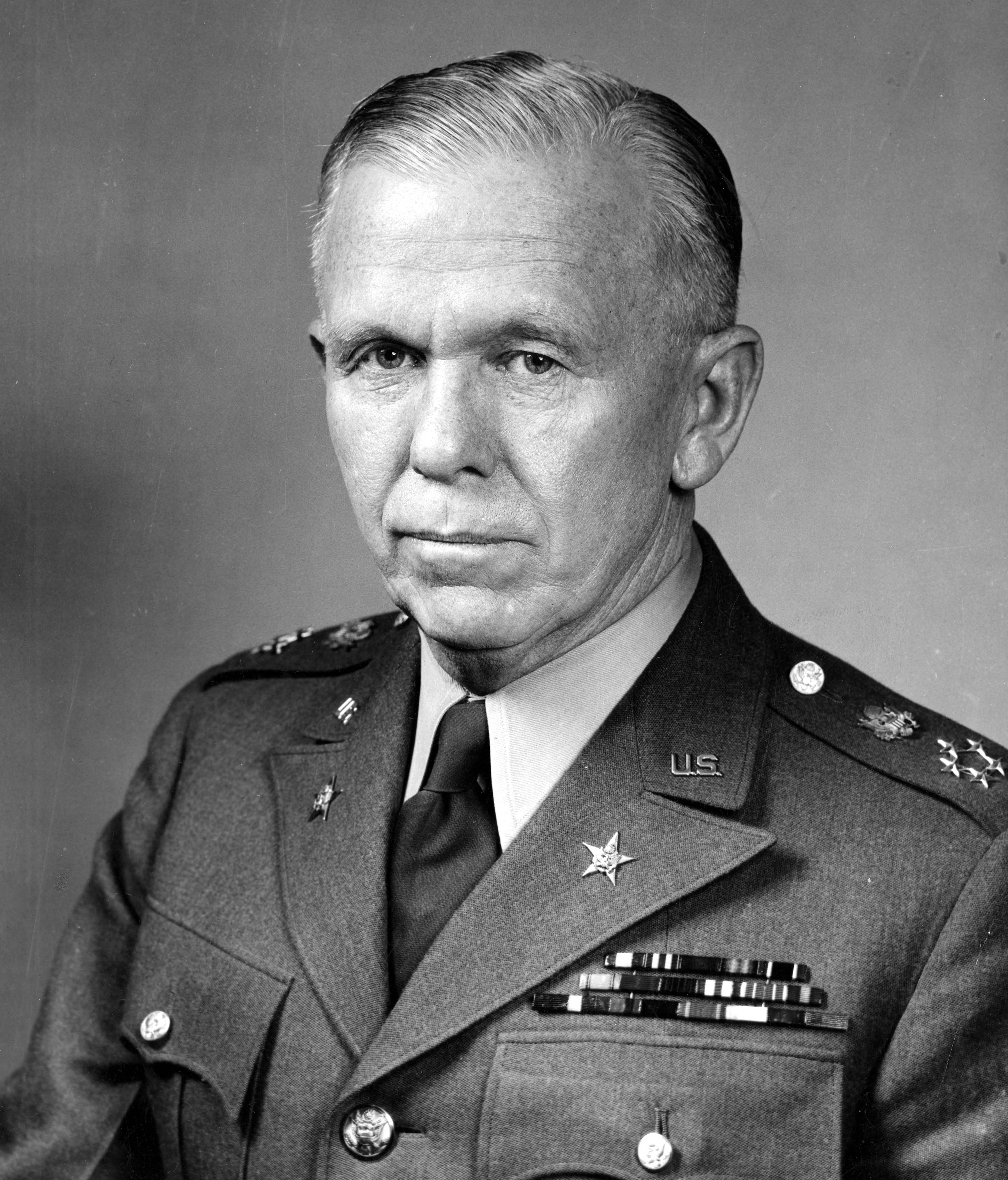
ژنرال جورج سی. مارشال پنجاهمین وزیر امور خارجهٔ ایالات متحده آمریکا

طرح بازسازی که در نشست کشورهای اروپایی شرکت‌کننده تهیه شد، در ۵ ژوئن ۱۹۴۷ تهیه شد. این طرح همان کمک‌ها را به اتحاد جماهیر شوروی و متحدانش ارائه کرد. اما آن‌ها تحت فشار شوروی از پذیرش آن خودداری کردند (همان عاملی که باعث ردّ این کمک‌ها توسط فنلاند بود). زیرا انجام این کار کنترل بر اقتصادهای کمونیستی را تا حدودی به ایالات متحده می‌داد. در واقع، اتحاد جماهیر شوروی از پذیرش کشورهای اقماری خود (یعنی آلمان شرقی، لهستان و غیره) جلوگیری کرد.
هری ترومن در ۳ آوریل ۱۹۴۸ طرح مارشال را امضا کرد و ۵ میلیارد دلار کمک به ۱۶ کشور اروپایی اعطا کرد. در طول چهار سالی که این طرح اجرایی شد، ایالات متحده ۱۷ میلیارد دلار (معادل ۲۱۴٫۲۹ میلیارد دلار در سال ۲۰۲۱) کمک‌های اقتصادی و فنی برای کمک به احیای کشورهای اروپایی که به سازمان همکاری اقتصادی اروپا پیوستند، اهدا کرد. این ۱۷ میلیارد دلار در چارچوب تولید ناخالص داخلی ۲۵۸ میلیارد دلاری ایالات متحده در سال ۱۹۴۸ بود که مازاد بر ۱۷ میلیارد دلار کمک آمریکا به اروپا در فاصلهٔ پایان جنگ و شروع طرح بود که جدا از طرح مارشال محاسبه می‌شود. در پایان سال ۱۹۵۱ طرح مارشال با طرح امنیت متقابل (Mutual Security Act) جایگزین شد. این طرح جدید تا سال ۱۹۶۱ حدود ۷٫۵ میلیارد دلار در سال هزینه می‌کرد، تا اینکه با برنامه دیگری جایگزین شد.

## تاثیرات
طرح مارشال نقش مهمی در تعیین جهت‌گیری سیاست خارجی آمریکا پس از جنگ جهانی دوم داشت. زیرا به غیر از بازسازی زیرساخت‌های تخریب‌شده اروپای غربی، پیوندهای سیاسی، اقتصادی و فرهنگی میان آمریکا و متحدان اروپایی آنرا عمیق‌تر کرد.
طرح مارشال باعث رشد صنعتی چشمگیر کشورهای ذی‌نفع شد. تا سال ۱۹۵۲ زیرساخت‌های این کشورها بازسازی شده و سطح زندگی مردم بهبود یافت. موفقیت طرح مارشال، آنرا به الگویی برای بازسازی پس از جنگ تبدیل کرد.